# Smermisia
Smermisia là một chi nhện trong họ Linyphiidae.